# حوزه انتخابیه هفتم ویرجینیا
حوزه انتخابیه هفتم ویرجینیا یک حوزه انتخابیه مجلس نمایندگان آمریکا است که در ایالت ویرجینیا قرار دارد.